# Eleonora Duse
Eleonora Duse (Vigévano, 3 de outubro de 1858 — Pittsburgh, 21 de abril de 1924) foi uma atriz italiana.
Nascida numa família ligada ao teatro, interpretou Julieta aos 14 anos, atingindo marcante sucesso aos vinte anos interpretando Thérèse Raquin (1878), de Zola, e também no papel de Santuzza, na Ópera Cavalleria Rusticana de Giovanni Verga (1895).

## Biografia
Eleonora Duse iniciou a carreira de atriz desde criança, pois sua família era de gente do Teatro. Tanto seu pai como seu avô eram atores, tendo ela se juntado à trupe aos quatro anos de idade. Em função da pobreza da família, ela começou trabalhando de forma contínua, viajando de cidade em cidade qualquer que fosse a trupe na qual sua família se engajava. Ela chegou à fama ao representar papéis já feitos por Sarah Bernhardt, porém, em versões italianas de tais peças famosas.

### Turnês
Ela foi fazendo mais sucessos na Europa e a partir daí fez turnês pela América do sul, Rússia e depois nos Estados Unidos. Iniciou como uma desconhecida e foi deixando pelo caminho o reconhecimento por todos de sua genialidade.
Com o crescimento de sua carreira veio a viagem à América do Sul e voltando à Europa depois de um ano, formou sua própria companhia teatral, tendo as responsabilidades de estrela, gerente e diretora. Sua carreira e sua fama foram construídas por suas performances em peças muito repetidas e populares na época. Hoje, porém, ela é mais lembrada por sua atuação em textos de Gabriele d'Annunzio e Henrik Ibsen.
Eleonora Duse veio duas vezes ao Brasil, na segunda vez em 1907 para se apresentar no Teatro Lírico, no Rio de Janeiro e em São Paulo, no Teatro Santana.
Em 1896 Duse encerrou uma turnê que teve sucesso de público nos Estados Unidos. Todas suas peças sido assistidas pelo presidente Grover Cleveland e esposa. A Sra. Cleveland chocou a conservadora sociedade de Washington ao patrocinar um primeiro e inédito chá para uma atriz, o que jamais ocorrera até então.
Em 30 de Julho de 1923 se tornou a primeira mulher a ilustrar a capa da revista "Time".

### Inovadora artística
O biógrafo da Duse, Frances Winwar, documentou que a atriz usava muito pouca maquiagem, mas, "…se maquiava moralmente". Em outras palavras, ela usava seu corpo, faces e gestos, para expressar angústias, sofrimentos, compulsões, alegrias, de forma tão compulsiva que chegava a lhe afetar a saúde. Ver Closet Italians: A Dazzling Collection of Illustrious Italians.
Criou um novo precedente a partir de antigos para atores e atrizes que usavam fortemente as expressões faciais para transmitir emoções. Inovou a representação nos palcos com o que ela mesma descrevia com "a eliminação do eu", para se conectar internamente com a personagem que ela representava, permitindo que a expressão se manifestasse por si mesma.
Durante sua carreira ficou muito conhecida e respeitada por sua assessoria a jovens atores e atrizes iniciantes em suas carreiras. Entre diversos artistas geniais que reconheceram a importância de seus ensinamentos para suas carreiras estão a pioneira da Dança Moderna, Martha Graham e a também pioneira da Poesia Imagista, Amy Lowell.

### Casamento
Em 1879, quando estava em Nápoles, ela conheceu o jornalista Mattino Cafiero, tendo se envolvido amorosamente com ele. No entanto, menos de um ano depois estando já grávida ela veio a abandoná-lo. A criança não sobreviveu ao nascimento e pouco depois Cafiero. Duse, então, se juntou à Companhia teatral de Caesare Ross, onde encontrou o ator Teobaldi Checci com que se casou em 1881. Em 7 de janeiro de 1882 nasceu a filha do casal, Enrichetta. Divorciada, Duse se envolveu com outro ator, Flavio Ando.  Foi nessa época retratada pelo pintor Franz von Lenbach.
Entre 1887 e 1894 teve envolvimento amoroso com o poeta italiano Arrigo Boito, que é mais lembrado como libretista das obras de Giuseppe Verdi. O envolvimento deles foi caracterizado pela clandestinidade, presumivelmente em função da categoria aristocrática das amizades e conhecimentos de Boito. Mesmo assim, há ainda muitos registros das correspondências entre os amantes. Mantiveram-se com boas relações de amizade até a morte de Boito em 1918.
Em 1895 Duse se envolveu romântica e profissionalmente com o grande poeta e teatrólogo Gabriele d'Annunzio, cinco anos mais jovem do que ela. D’Annunzio escreveu quatro peças para ela. De forma diferente do que ocorrera com Boito, sua relação com d’Annunzio foi amplamente reconhecida. Quando d’Annunzio deu o papel principal em sua peça La Città morta a Sarah Bernhardt em lugar de dá-lo a Duse, houve violento desentendimento e a estrela Duse rompeu com o poeta.
Tendo se aposentado da carreira de atriz em 1909,  Duse veio a ter um relacionamento amoroso lésbico com a feminista italiana Lina Poletti, que já fora amante da escritora também italiana Sibilla Aleramo. Duse e Lina viveram juntas em Florença por dois anos até o rompimento da relação.

### Personalidade
Em contrate com a personalidade expansiva de Sarah Bernhardt que amava a publicidade, Duse era introvertida e valorizava a privacidade, conforme registrou seu biógrafo, Winwar. Segundo ele, ela quase nunca dava entrevistas, como que suas performances artísticas bastassem e assim falassem por ela. As duas foram por muitos anos  rivais que não se falavam. George Bernard Shaw assistiu representações de ambas as atrizes em Londres, num espaço de tempo de poucos dias, atuando na  mesma peça. Shaw elogiou mais a Duse e defendeu sua opinião numa eloqüente oratória como foi citadoa pelo biógrafo da Duse. Quanto aos caracteres gerais de Duse cumpre lembrar que a leitura foi sua paixão durante toda a vida.

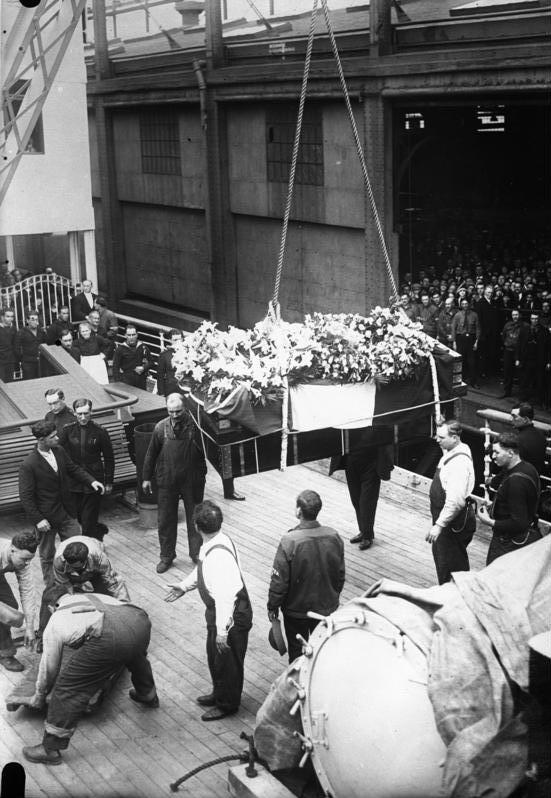
Transporte do corpo para a Itália a bordo de um navio italiano (1924)

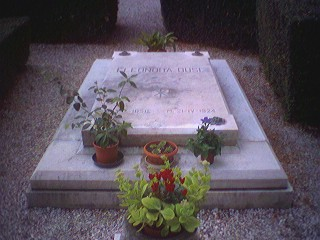
Sepultura em Ásolo

### Últimos anos
A saúde de Duse era precária, principalmente quanto aos pulmões, quase durante toda a vida adulta e muitos anos de viagens em turnês foram minando suas forças.
Ela deixou de atuar em 1909.  Em 1916 fez um filme mudo, "Cenere" (Cinzas), do qual ainda há cópias fotográficas. Também se correspondeu com o diretor cinematográfico norte-americano D. W. Griffith, mas disso nada resultou. Retornou aos palcos em 1921 com compromissos e contratos na Europa e na América. Ver [ligação inativa];
Duse morreu de pneumonia (contraída ao ficar exposta a forte chuva) aos 65 anos, em Pittsburgh, Pensilvânia, na suíte 524 do Hotel Schenley, durante o retorno de sua turnê pelo leste dos Estados Unidos. Esse hotel hoje é a União William Pitt da Universidade de  Pittsburgh. Seu corpo foi transladado para Nova York, onde foi velada e homenageada durante quatro dias, foi novamente transladada, desta vez para a Itália, onde houve mais homenagens. Está sepultada em Ásolo – onde havia feito construir uma casa para seus últimos anos – no Cemitério de Sant'Anna.

## Galeria

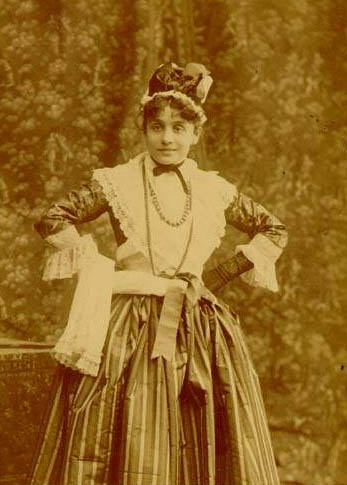
Em The Mistress of the Inn de Goldoni, 1891
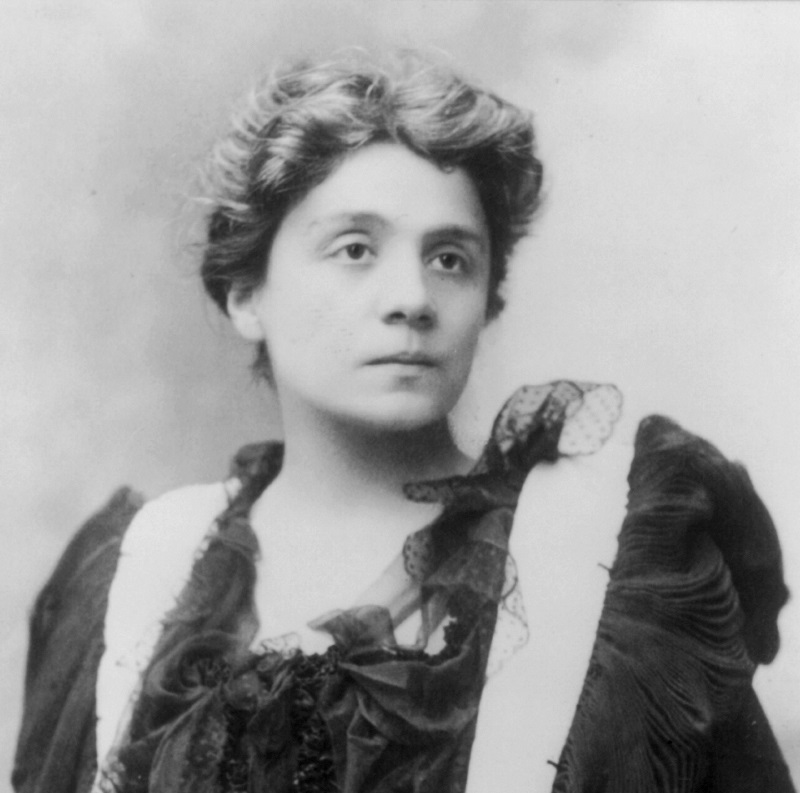
Fotografia de Aimé Dupont, 1896
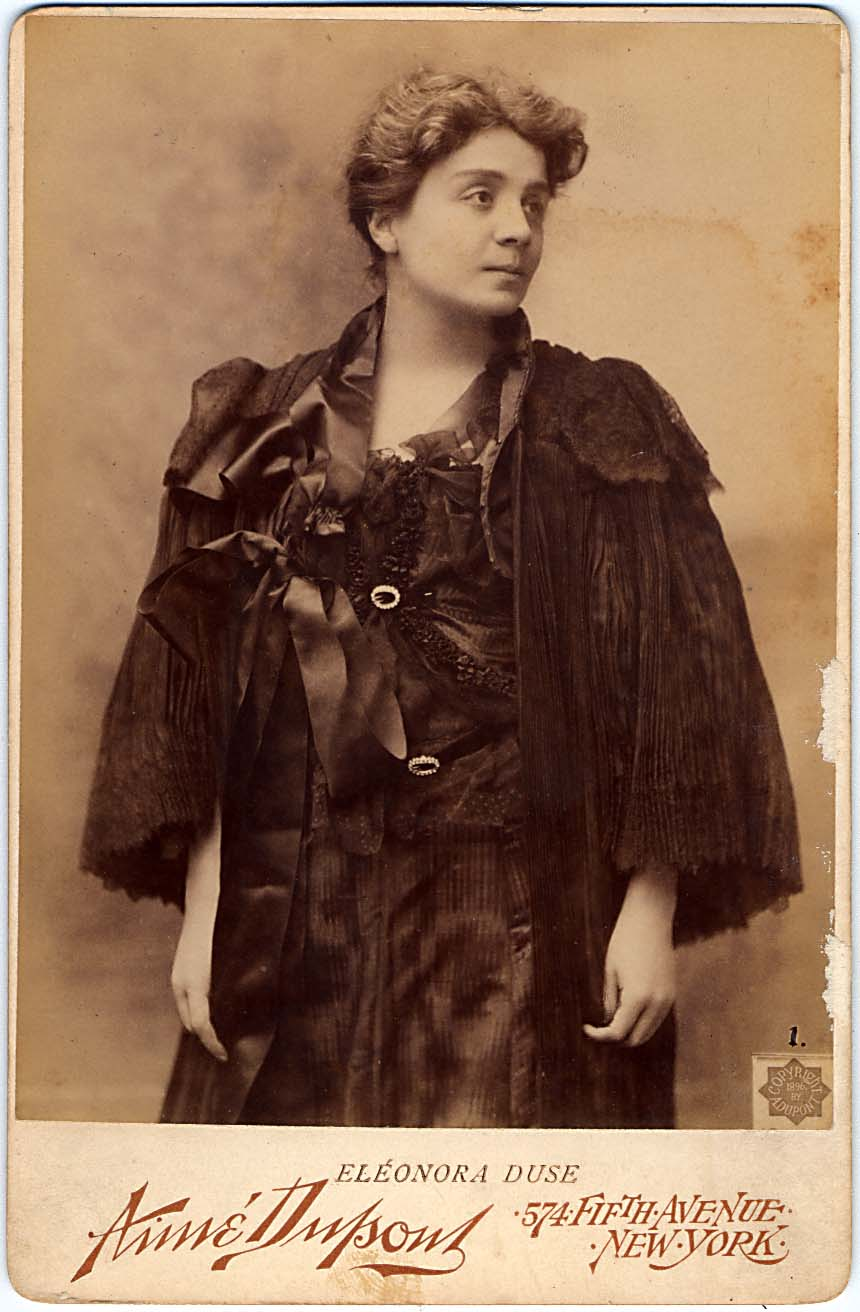
Fotografia de Aimé Dupont, 1896
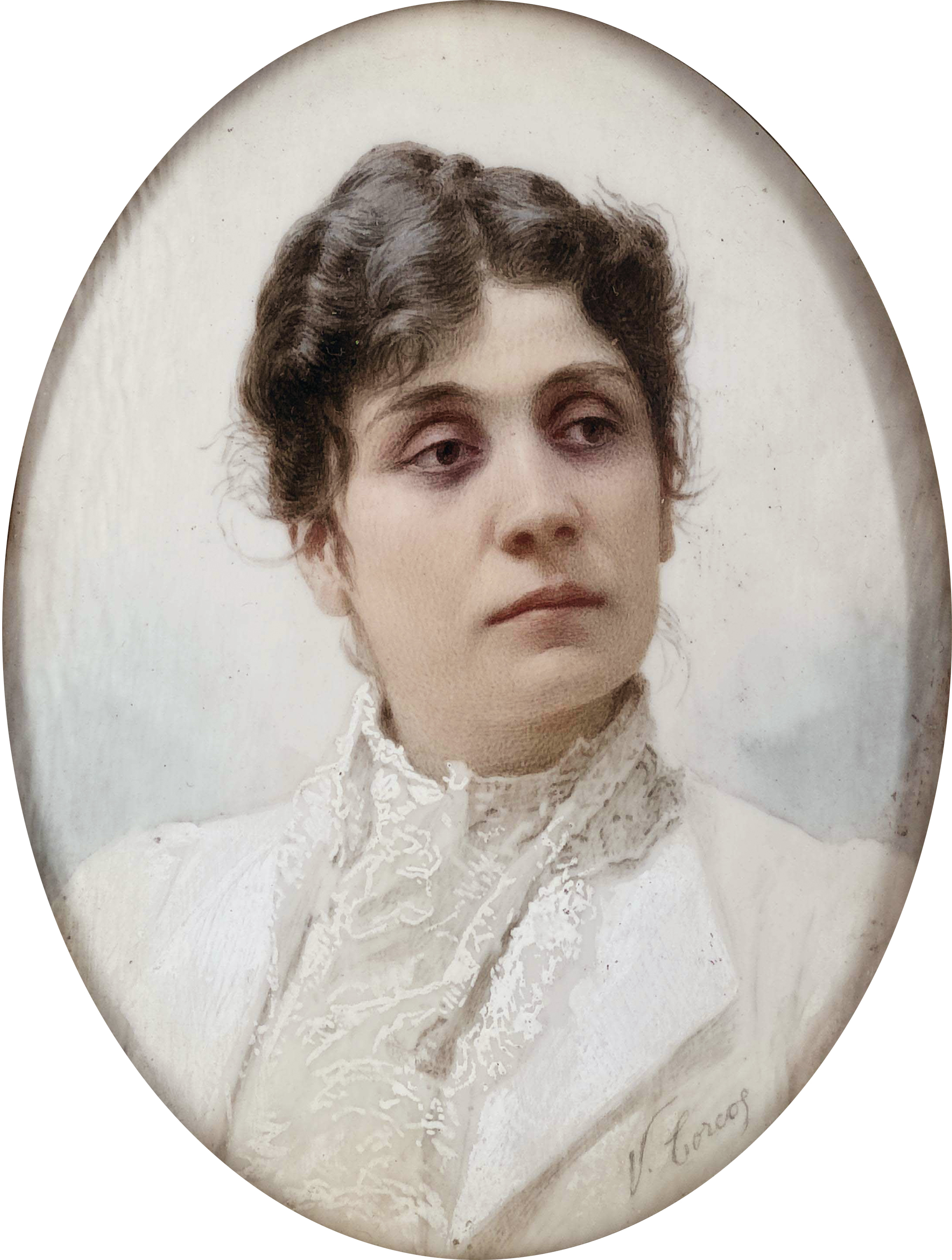
Eleonora Duse Vittorio Matteo Corcos
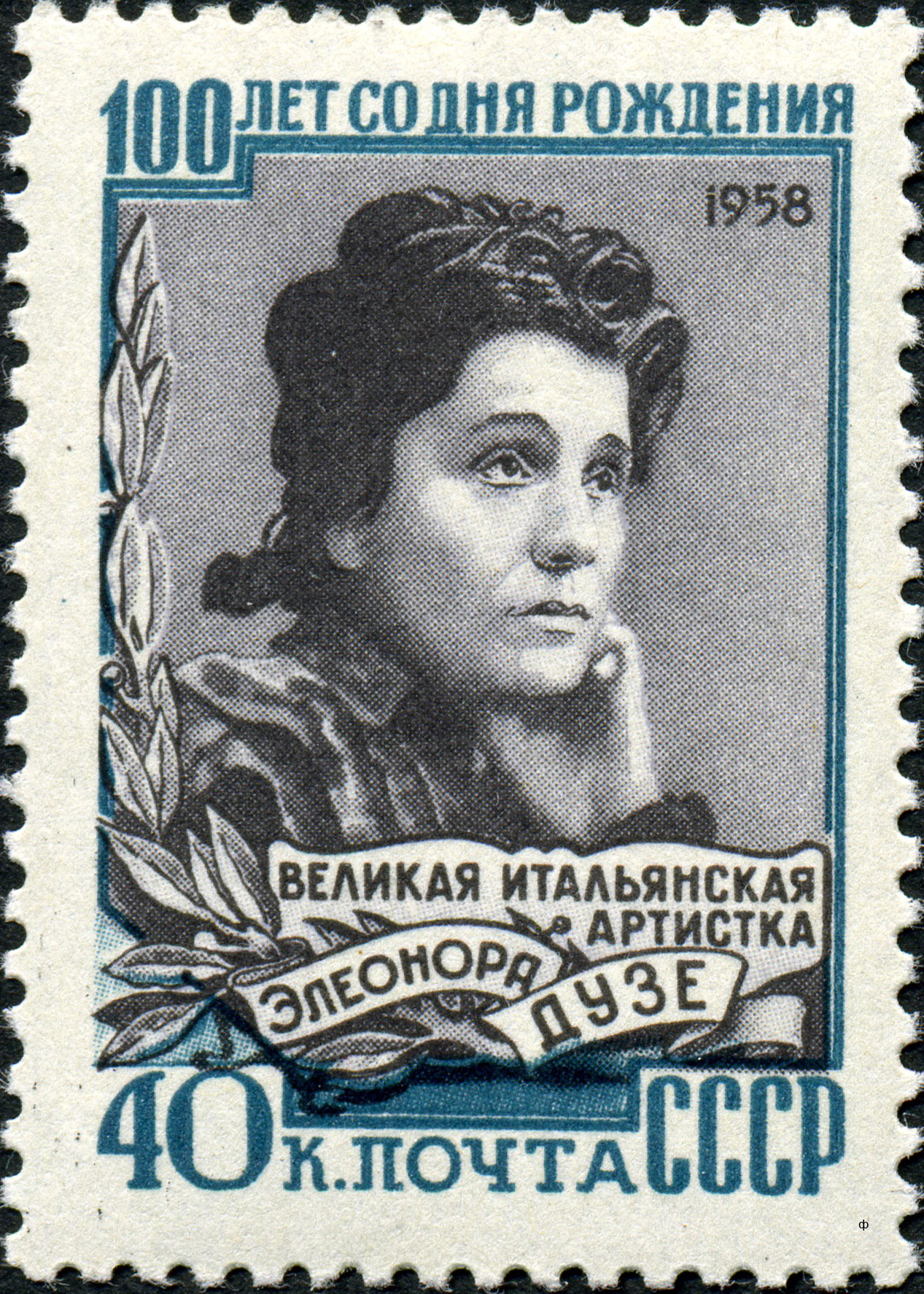
Selo em homenagem a Eleonora Duse emitido pela União Soviética, 1958